# Elsa Gasser

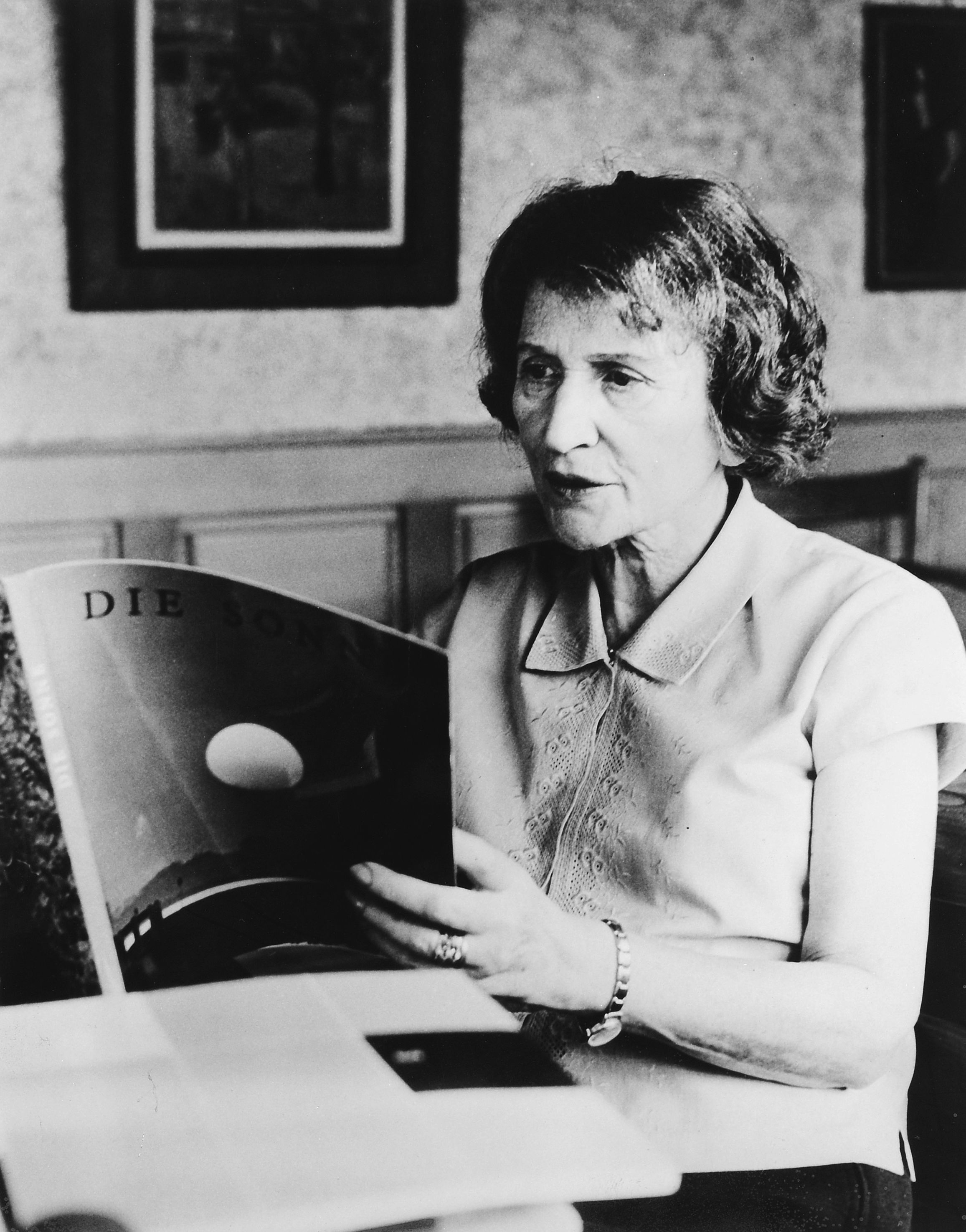
Elsa F. Gasser, Porträt mit Buchgabe «Die Sonne», undatiert

Elsa Felicya Gasser-Pfau (* 6. Juni 1896 in Krakau, Grossherzogtum Krakau; † 25. August 1967 in Zürich) war eine Schweizer Ökonomin, Wirtschaftsjournalistin und Managerin.

## Frühes Leben
Elsa Felicya Pfau wurde als Tochter des Hersch Ber Pfau in Krakau geboren und wuchs dort auf. Nach dem Gymnasium in Krakau musste sie als Frau, um studieren zu können, 1913 nach Zürich übersiedeln. Sie studierte Rechtswissenschaften und Nationalökonomie bei Eugen Grossmann (1879–1963) und Manuel Saitzew. Sie wurde 1920 oder 1921 summa cum laude zum Dr. rer. pol. promoviert. Elsa Gasser war dann Mitarbeiterin im Statistischen Amt der Stadt Zürich.
Sie arbeitete ebenfalls als Handelsjournalistin und Redaktorin bei der Neuen Zürcher Zeitung. 1924 heiratete sie Joseph Beat Gasser.

## Einfluss bei Migros
1925 lernte sie Gottlieb Duttweiler im Dolder Grand Hotel kennen. Der Kontakt kam durch einen ehemaligen Kollegen vom Statistischen Amt namens Paul Meierhans zustande, und man diskutierte ökonomische Themen. Duttweiler hatte Gassers Artikel gelesen und stimmte mit ihren Meinungen zum Schweizer Detailhandel überein. Zunächst gab Gasser bei Migros ohne Anstellungsvertrag entscheidende Impulse. Von 1932 bis 1958 arbeitete sie als rechte Hand Duttweilers, zunächst als volkswirtschaftliche Expertin und Beraterin, später als erstes weibliches Mitglied der Verwaltung der Migros.
Ende der 1940er-Jahre war sie eine treibende Kraft bei der Einführung der ersten Selbstbedienungsläden 1948 in der Schweiz. Innerhalb kurzer Zeit initiierte sie 1950 die Übernahme der Buchgemeinschaft Ex Libris. Dabei war auch sie es, die sich 1952 dafür aussprach, ebenso Schallplatten in das Sortiment von Ex Libris aufzunehmen. Ebenfalls 1950 gab sie die Empfehlung, neben Nahrungsmitteln auch Gebrauchs- und Haushaltsartikel ins Sortiment aufzunehmen. Gasser stieg bis in die Managementebene des Migros-Konzerns auf und war dort lange Zeit die einzige Frau. Sie sass in der Leitung der Stiftung Im Grüene und der Gottlieb-und-Adele-Duttweiler-Stiftung. 1957 bis zu ihrem Tode 1967 wirkte sie in der Verwaltung des Migros-Genossenschafts-Bundes. Sie verfasste zahlreiche Zeitschriftenartikel zu den Themen Konjunktur, Preisentwicklung, Detailhandel und industrielle Beziehungen.
Auch in der Publizistik bei Migros war Gasser als Autorin beteiligt. So half sie Duttweiler als unterstützende Ghostwriterin oft beim Verfassen der Texte.
Duttweiler bezeichnete Gasser als geistige Mitbegründerin von Migros.

## Schriften (Auswahl)
- Industriepolitische Gesichtspunkte in der Besteuerung. Enke, Stuttgart 1921. (Finanz- und Volkswirtschaftliche Zeitfragen; 71). (Diss. Staatsw. Univ. Zürich).
- Produktion und Arbeitsmarkt im Jahre 1923. Buchdr. der Neuen Zürcher Zeitung, Zürich 1924.
- Preise, Lebenskosten, Löhne im Jahre 1923.  Buchdr. der Neuen Zürcher Zeitung, Zürich 1924.
- Die Arbeitslosigkeit in der Schweiz und ihre Bekämpfung. Buchdr. Steiger, Bern 1931. (Separatdruck aus: Schweizerische Zeitschrift für Betriebswirtschaft und Arbeitsgestaltung. Jahrgang 37).
- Versuch einer Schätzung der Unterhaltskosten für eine Hausangestellte in der Schweiz, Mitte 1931. In: Zeitschrift für schweizerische Statistik und Volkswirtschaft 67 (1931), Heft 3, S. 452–464.
- Mieten-Probleme in der Schweiz: Wohnungsmarkt und Wohnungsmieten. Bericht der "Mieten-Kommission" in kritischer Beleuchtung. Buchdr. der Neuen Zürcher Zeitung, Zürich [1932?].
- Gottlieb Duttweiler. Nachdruck aus: Schweizerköpfe der Gegenwart. Band I. Zürich 1945, S. 181–193.

## Ehrungen
Gasser zu Ehren wurde in der Stadt Zürich bei der bereits bestehenden Elsastrasse eine an sie erinnernde Hinweistafel angebracht.